# Martin von Janson
Martin von Janson (1887–1945) – niemiecki urzędnik konsularny i dyplomata.
Rodzicami byli: Alfred von Janson (1852-1943) oraz Anna hrabina von Klinckowstroem (1863-1937). Mieszkał w majątku Gut Borken koło Albrechtsdorf, Kreis Pr. Eylau, obecnie Borki koło Wojciechów, pow. Bartoszyce. Studiował na uniwersytecie w Bonn, w trakcie których był członkiem korporacji studentów „Borussia Bonn”. Wstąpił do niemieckiej Służby Zagranicznej, gdzie miał opinię politycznie zorientowanego dyplomaty, m.in. pełnił funkcję konsula generalnego Niemiec w Gdańsku (1938-1939)., i przedstawiciela AA przy Protektorze Rzeszy w Czechach i na Morawach (Protektorat Böhmen und Mähren) w Pradze.
Utrzymywał dobre stosunki z dyplomatą baronem Ernstem von Weizsäckerem, ojcem Richarda von Weizsäckera przyszłego prezydenta RFN, oraz hrabiną Marion Dönhoff.